# Michele Trefogli
Michele Trefogli (* Torricella-Taverne, Suiza, 10 de octubre de 1838 - † Lima, Perú, 1928) fue un arquitecto de origen suizo que realizó gran parte de su actividad profesional en el Perú.

## Biografía

### Primeros años
Nació en Torricella, Tesino, Distrito de Lugano, Hijo del pintor y escultor Marco Antonio Trefogli Lepori y de Luigia Albertolli, sus hermanos fueron el Pintor Bernardo Trefogli, el arquitecto e ingeniero Paolo Trefogli y el comerciante Camillo Trefogli. Después de haber cursado las escuelas de su patria con mucho éxito, como resulta de un certificado extendido por la Direzzione Cantonale di pubblica Educazione con fecha 7 de febrero de 1856 referente a un primer premio obtenido en la Escuela de Dibujo de Tesserete, Michele Trefogli se matriculó en la Academia di Belle Arti en Milán adonde estudió la arquitectura durante los años de 1855 a 1860. Allí también destacó y llegó a sacar varios premios, de los cuales algunos le fueron entregados por el gobernador de Lombardía, Maximiliano de Habsburgo, quien más tarde fue Emperador de México. Sus estudios en la Academia cayeron en años muy accidentados de la unificación italiana. Después de las Batallas de Solferino y Magenta vio entrar en Milán al célebre mariscal Mac Mahon. Asistió a un banquete que los comerciantes de Milán dieron a Napoleón III, Emperador de Francia.

Los tiempos políticos efervescentes repercutiero también sobre Michele Trefogli quien tuvo dificultades para obtener su diploma por el hecho de haber salido las antiguas autoridades austriacas. Asimismo le escribió el director de la Academia con fecha 11 de agosto de 1859 una carta felicitándole en nombre de todo el cuerpo académico por el primer premio obtenido mediante su proyecto grandioso, titulado: Nell´arte cercheró la mía sorte expresando su sentimiento por el hecho de que no se le podía entregar el premio por carecer la Academia de los fondos necesarios. Michele Trefogli no pudo obtener su diploma, pero siempre consiguió una atestación de uno de sus profesores Sr. Gaetano Besia, quien con fecha de 14 de mayo de 1860 declaró que Michele Trefogli había estudiado teórico – y prácticamente bajo su dirección durante los años de 1855-60. Dicha atestación es legalizada por el secretario de la Academia. Tuvo éxitos en Italia por su genio constructivo, que debía ser de familia, ya que también en Buenos Aires encontramos por la misma época un Ricardo Trefogli, arquitecto, que contribuyó ala construcción de la Casa suiza. 

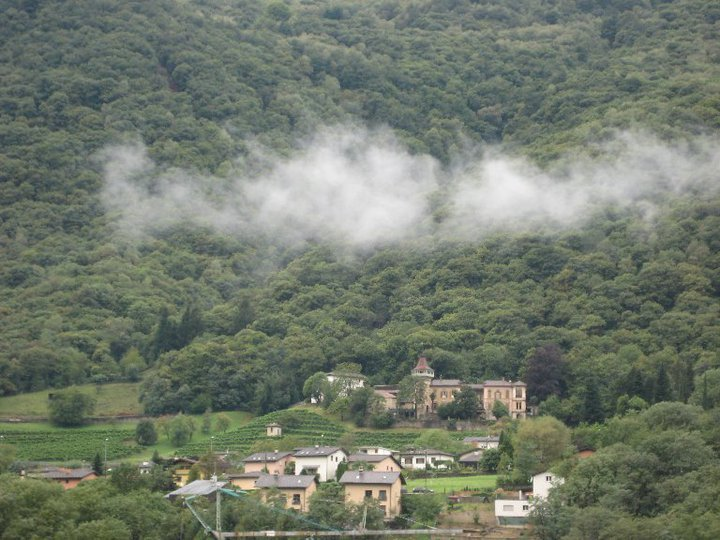
El Castillo Trefogli en Torricella

Con pasaporte n.º 3297 emitido en Lugano el 18 de mayo de 1860 se embarcó en Le Hâvre el 30 de mayo de 1860 para Southhampton de donde salió el 2 de junio para llegar el 3 de julio del mismo año al Callao. Llama la atención el hecho de que en aquellos tiempos se podía hacer el viaje de Europa al Perú en 31 días vía el istmo de Panamá. Interesante es también el hecho de que el pasaporte del cual se sirvió Michele Trefogli lleva el vista del Embajador de U.S.A que en aquellos tiempos representaba los intereses suizos en el Perú. Juzgó Michele Trefogli también conveniente hacer legalizar su pasaporte por el ministerio de Relaciones exteriores del Perú con fecha 20 de julio de 1880, año en el cual el Perú se encontraba en plena guerra con Chile.

### Actividad en Perú
Llegando a Lima se ocupó primero en la construcción de la Penitenciaría de Lima, actualmente es el Sheraton Lima Hotel & Convention Center, como conductor de trabajos. El 28 de enero de 1862, siendo el segundo año de su estadía en Lima, fue nombrado Arquitecto de Estado. Este nombramiento acontece durante el gobierno de Ramón Castilla y está firmado por Felipe Paz Soldán, entonces director general de obras Públicas. Bajo la inmediata dirección de Felipe Paz Soldán hizo la compilación de datos para la creación de un mapa del Perú y de sus departamentos. En 1863 por orden de los directores del Banco del Perú hizo por contrato los planos y dirigió la construcción del edificio del banco. En la misma fecha construyó la casa de los condes de Goyoneche así como aquella del Arzobispo de Lima, hermano del conde de Goyoneche. En 1865 llevó a cabo la refacción del Palacio de Gobierno bajo el general Pezet, vicepresidente de la República. Proyectó y construyó el gran comedor de cristales en el palacio de gobierno. En los mismos años hizo también la refacción del Colegio de San Carlos, la actual Facultad de Medicina de la Universidad Nacional Mayor de San Marcos. 

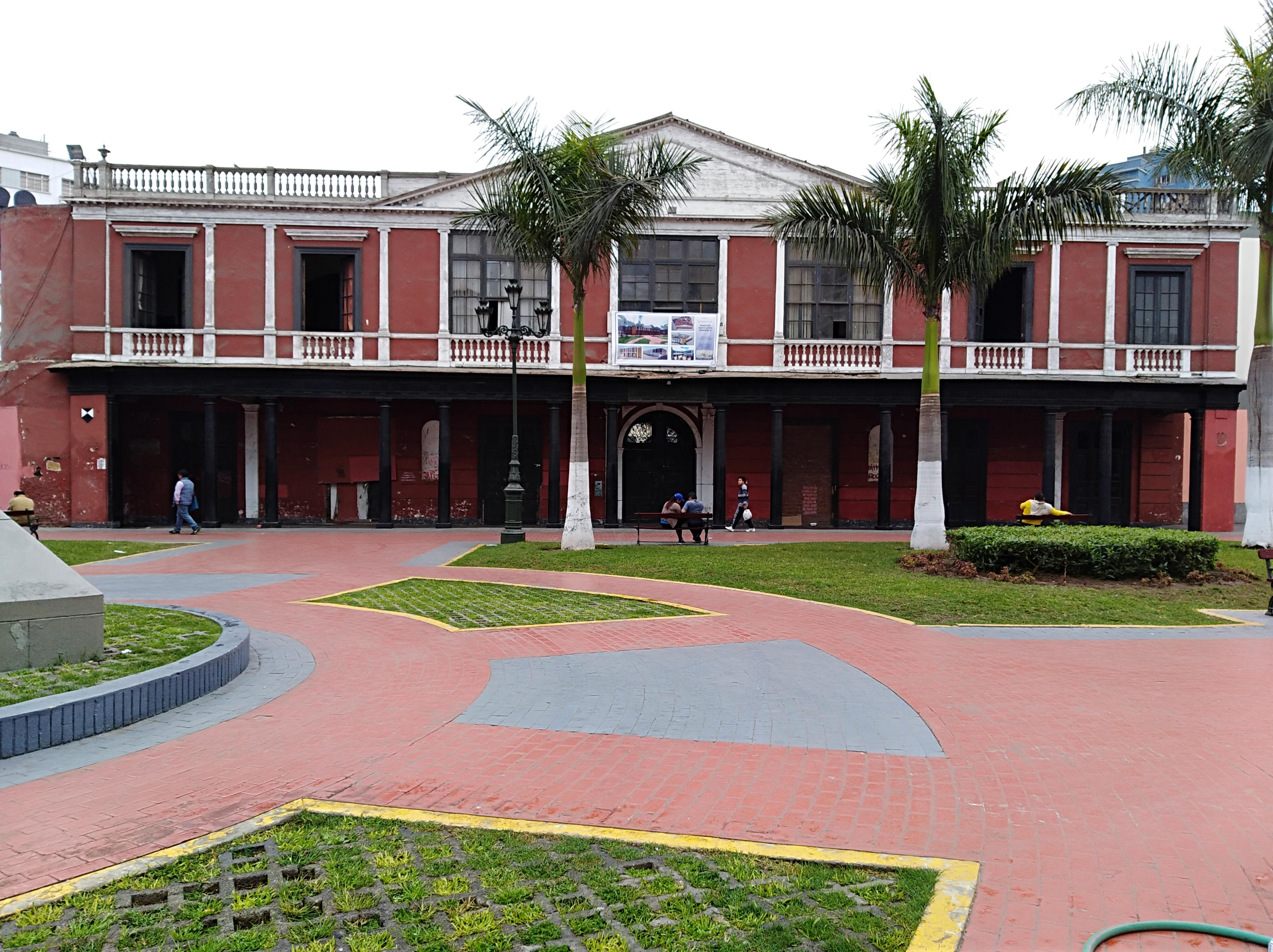
Hospicio Bartolomé Manrique

El 16 de septiembre de 1869 lo nombró la sociedad de Beneficencia como su arquitecto y poco tiempo después se le designó también como arquitecto de la Municipalidad; en tal calidad hizo la canalización de toda Lima, entre las murallas que había en aquellos tiempos. Fundó la sección de obras públicas Públicas en la Municipalidad y fue su primer jefe, bajo el alcalde Sr. Denegri. También fue fundador del Cuerpo Técnico de Tasaciones, elaborando con tres otros socios el reglamento respectivo. En su calidad de arquitecto de la Beneficencia hizo a partir de 1870 todas las fincas de dicha sociedad, entre ellas el Hospital Nacional Dos de Mayo y la Casa de la Beneficencia, también conocida como el Histórico Hospicio Bartolomé Manrique, en la calle de las Divorciadas (actual Plaza Francia).
Como arquitecto privado construyó las casas de las principales familias de aquellos tiempos como Paz Soldán, Varela, Montero, Tudela, etc. Por parte del Gobierno reformó substancialmente la Biblioteca Nacional. También fue contratado expresamente por el presidente Castilla para la construcción de la casa de Correos de Lima.
En Perú transcurrió toda su vida de artista y de trabajador infatigable, fue activo en la colonia suiza y presidió la Beneficencia en 1889. Nunca se olvidó de su patria de origen y donó al Municipio de Torricella un moderno Jardín de Infancia. Murió en Lima a los noventa años en 1928, cuando estaba preparando otro viaje al Tesino. Yace enterrado en el Cementerio Presbítero Maestro.

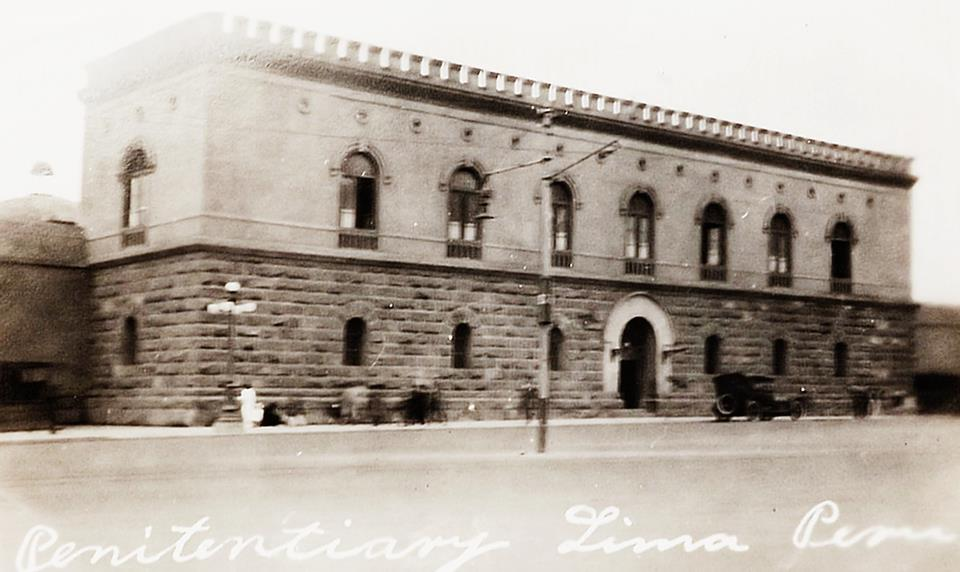
Penitenciaria de Lima - Perú